# Oystermouth Castle
Oystermouth Castle är ett gammalt slott som ligger i kommunen Swansea och riksdelen Wales, i den södra delen av landet, 270 km väster om huvudstaden London. Oystermouth Castle ligger 29 meter över havet.
Terrängen runt Oystermouth Castle är platt. Havet är nära Oystermouth Castle åt sydost.  Närmaste större samhälle är Swansea, 6,4 km nordost om Oystermouth Castle. 